# Pedro Gilabert
Pedro Gilabert Gallego (Arboleas, Almería, 1915 — 6 de febrero de 2008), fue un escultor español.

## Biografía
Conocido entre los lugareños como el tío Perico o tío Pedro, su lugar de origen es la barriada de Los Huevanillas situada en el Arroyo Aceituno, pedanía de la localidad almeriense de Arboleas. Hijo de campesinos y con una breve formación escolar, vivió los primeros años de su vida en Los Huevanillas dedicado a las labores propias de la agricultura y la ganadería. A los 15 años abandonó su tierra, como otros vecinos de la zona, en busca de trabajo. 
Vivió en Madrid y Gerona donde trabajó como albañil. Participó en la Guerra Civil española y estuvo preso en los campos de concentración. En 1953 emigró a Argentina, donde trabajó 7 años como agricultor, y en 1960 a Francia, donde siguió ejerciendo de albañil y trabajó de fontanero. En 1962, vuelve a su tierra natal, el Arroyo Aceituno, donde años después, ya a la edad de 63 años, comienza su obra escultórica. Su obra es tallada en madera, fundamentalmente de olivo, mediante sencillas herramientas de bricolaje. La mayor parte de su trabajo lo lleva a cabo en un pequeño corral de su propiedad reconvertido en taller. Fue en este taller donde almacena su obra hasta que ésta se empieza a conocer. Tiempo después traslada su obra a un improvisado museo instalado en su propia casa en la cual permanece años expuesta.

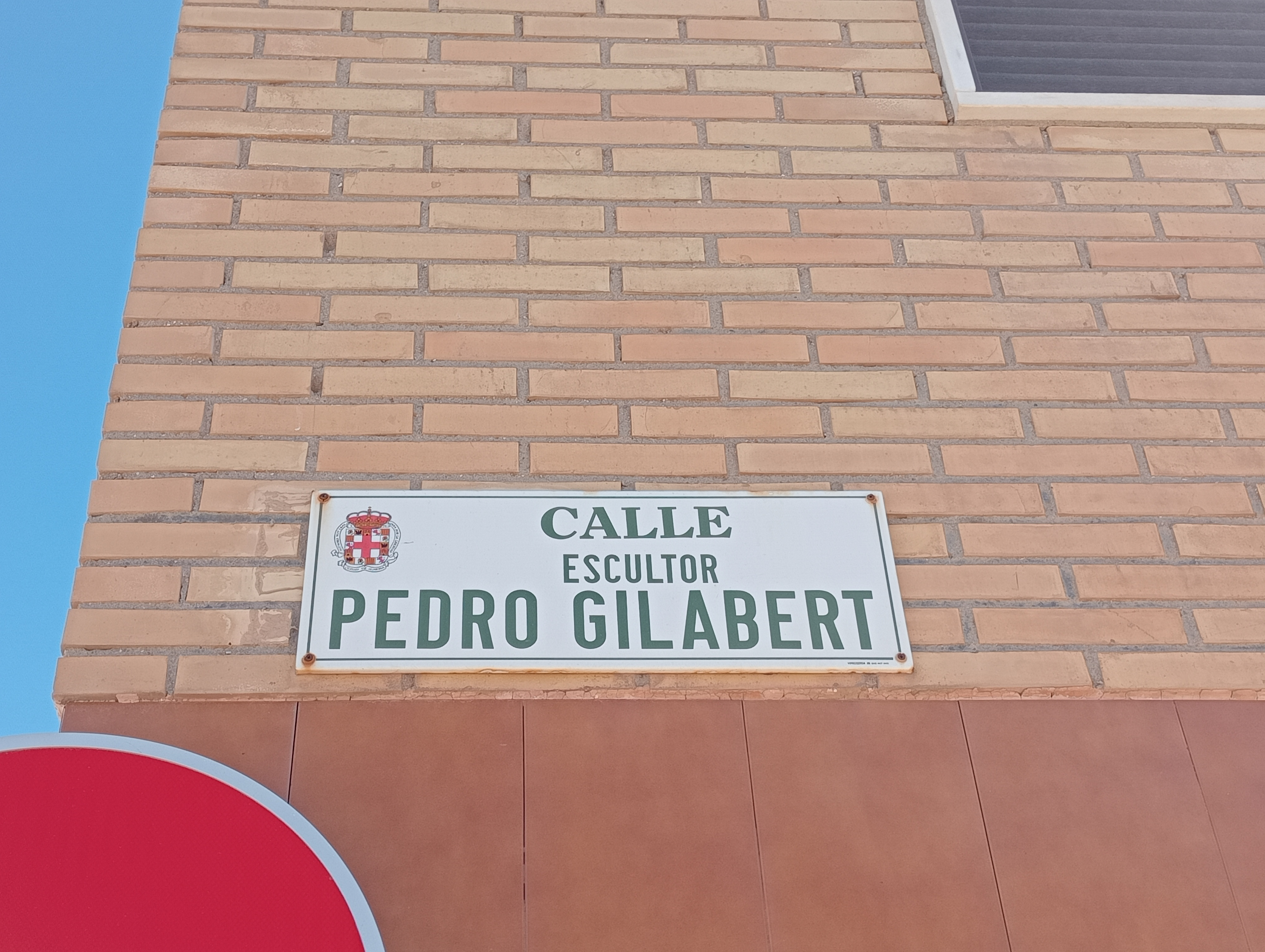
Calle en honor a Pedro Gilabert en Cabo de Gata

Sus tallados en madera de olivo versan sobre temas religiosos, sexuales, aventuras y están llenos de gran expresividad y cierto aire precolombino. La obra de Gilabert se enmarca dentro del estilo naif.
En la actualidad, gran parte de su obra permanece expuesta en el museo Pedro Gilabert, situado en su localidad natal, Arboleas.
A lo largo de su carrera recibió numerosos reconocimientos y premios, entre los que destacan la Medalla de plata de Andalucía concedida en febrero de 1989, hijo predilecto de la región, hijo predilecto de Arboleas y el certamen de artes plásticas que lleva su nombre.
En 1997, el día 24 de junio, se le realizó un homenaje por el Ayuntamiento de Arboleas, presentando el libro "Gilabert y su obra", realizado por un grupo de profesores del IES Valle del Almanzora. Editado por el Ayuntamiento de Arboleas y coordinada su edición por Francisco Bautista Toledo. Posteriormente, en noviembre del mismo año se publicó el libro "Gilabert en el Aula", por los mismos profesores del IES Valle del Almanzora, editado por el Ayuntamiento de Arboleas y dirigido y coordinada su edición por Francisco Bautista Toledo.En el acto de presentación de este libro fue cuando se nombró a Pedro Gilabert hijo predilecto de Arboleas, recibiendo una plaza del pueblo su nombre.En el mismo acto se puso la primera piedra del museo Pedro Gilabert. Participó también en este libro el poeta Rafael Guillén En febrero del año 2000, se presentó el libro "Campos de Luz.Homenaje a Gilabert" donde participaron escritores y poetas almerienses, o relacionados con Almería, tales como José Ángel Valente, Julio Alfredo Egea, Juan José Ceba, Domingo Nicolás, Miguel Ángel Blanco, José Lupiáñez Barrionuevo, José Antonio Sáez, Gonzalo Pozo Oller, Ángel García López, Rafael Guillén y Francisco Bautista Toledo. Colaboraron en las ilustraciones los pintores: Carmen Pinteño, Andrés García Ibáñez, Germán Bandera, José Antonio Acosta, Diego Bonillo, Pepe Bernal, Montesinos, Eduardo García Sánchez. Fue dirigido y coordinada su edición por Francisco Bautista Toledo, crítico de arte.
Pedro Gilabert falleció la noche del 6 de febrero de 2008 en su localidad natal, Arboleas, a los 92 años de edad.